# Euphorbia forsskalii
Euphorbia forsskalii là một loài thực vật có hoa trong họ Đại kích. Loài này được J.Gay mô tả khoa học đầu tiên năm 1847.